# Hans Michael Beuerle
Hans Michael Beuerle (* 15 de juny de 1941 en Berlin; † 15 de gener de 2015 in Friburg de Brisgòvia) va ser un director de cor i d'orquestra alemany.

## Vida
El pare de Beuerle era el músic d'esglèsia Herbert Beuerle. Les primeres influències musicals a casa dels seus pares van ser principalment a través de la música barroca, tant vocal i com instrumental. Durant el batxillerat a Frankfurt va estudiar violí i música de cambra al Hoch’sche Konservatorium. Va continuar els seus estudis a l'Escola Superior de Música de Frankfurt, graduant-se en violí i direcció. A la Goethe-Universität va estudiar musicologia, germanística i filosofia. Obtingué el doctorat l'any 1975 amb una tesi sobre les composicions a cappella de Johannes Brahms tutelada pel professor Ludwig Fischer.
Durant els seus estudis a Frankfurt va assumir el 1966 la direcció d'un cor d'estudiants, que acabà convertint-se en el Kammerchor Frankfurt. El 1973 començà a impartir classes com a assistent a l'Escola Superior de Música de Trossingen, i el 1977 es va convertir en catedràtic de l'Escola Superior de Música de Karlsruhe. Des del 1980 fins a la seua jubilació el 2006 va ser catedràtic de direcció coral i orquestral a l'Escola Superior de Música de Friburg de Brisgòvia.
Adicionalment va ser director artístic del Freiburger Bachchor i del Freiburger Bachorchester des del 1983 fins a la seua mort.
El Kammerchor Frankfurt canvià la seua seu el 1991, passant a anomenarse Anton-Webern-Chor Freiburg i convertint-se en un ensemble vocal professional.
Beuerle va morir en gener de 2015 als 73 anys, després d'una neumonia severa que es va desenvolupar durant la fase d'assajos per a una interpretació de l'Oratori de Nadal de Johann Sebastian Bach que acabaria sent la seua última actuació.

## Distincions honorífiques
- 2011: Verdienstkreuz am Bande de la República Federal d'Alemanya